# Трамвай у Караганді
Трамвай у Караганді - ліквідована трамвайна мережа у місті Караганда, Казахстан

## Історія
Трамвайний рух відкрито у 1950 році. за маршрутом Нове Місто - Старе Місто лінія завдовжки 12,5 км. У 1954 році була побудована лінія Старе місто - шахта № 33-34 завдовжки 20,5 км. Трамвайні лінії були подовжені до 1963 року.
Через те що трамвайні лінії в основному пролягали біля шахт і пришахтних селищ, то через інтенсивне підроблення території стан трамвайних колій погіршувався, що призвело до закриття основної частини мережі у 1976, 1977 і 1984 роках. З 1984 року діяв єдиний маршрут від заводу опалювального обладнання в Майкудук до селища біля шахти 33-34. У вересні 1997 року трамвайний рух в Караганді було припинено.

## Рухомий склад
У 1950 році трамвайний парк Караганди складався з 10 вагонів та 9 причепних вагонів типу КТМ/КТП-1. У 1982 році надійшло 5 вагонів КТМ 5. У 1984 році, було придбано ще 7 вагонів КТМ 5, які й працювали до закриття мережі.

## Ресурси Інтернету
- Сайт «Электротранспорт Караганды»
- Карагандинский трамвай на сайте «Городской электротранспорт»